# GDDR7 SDRAM

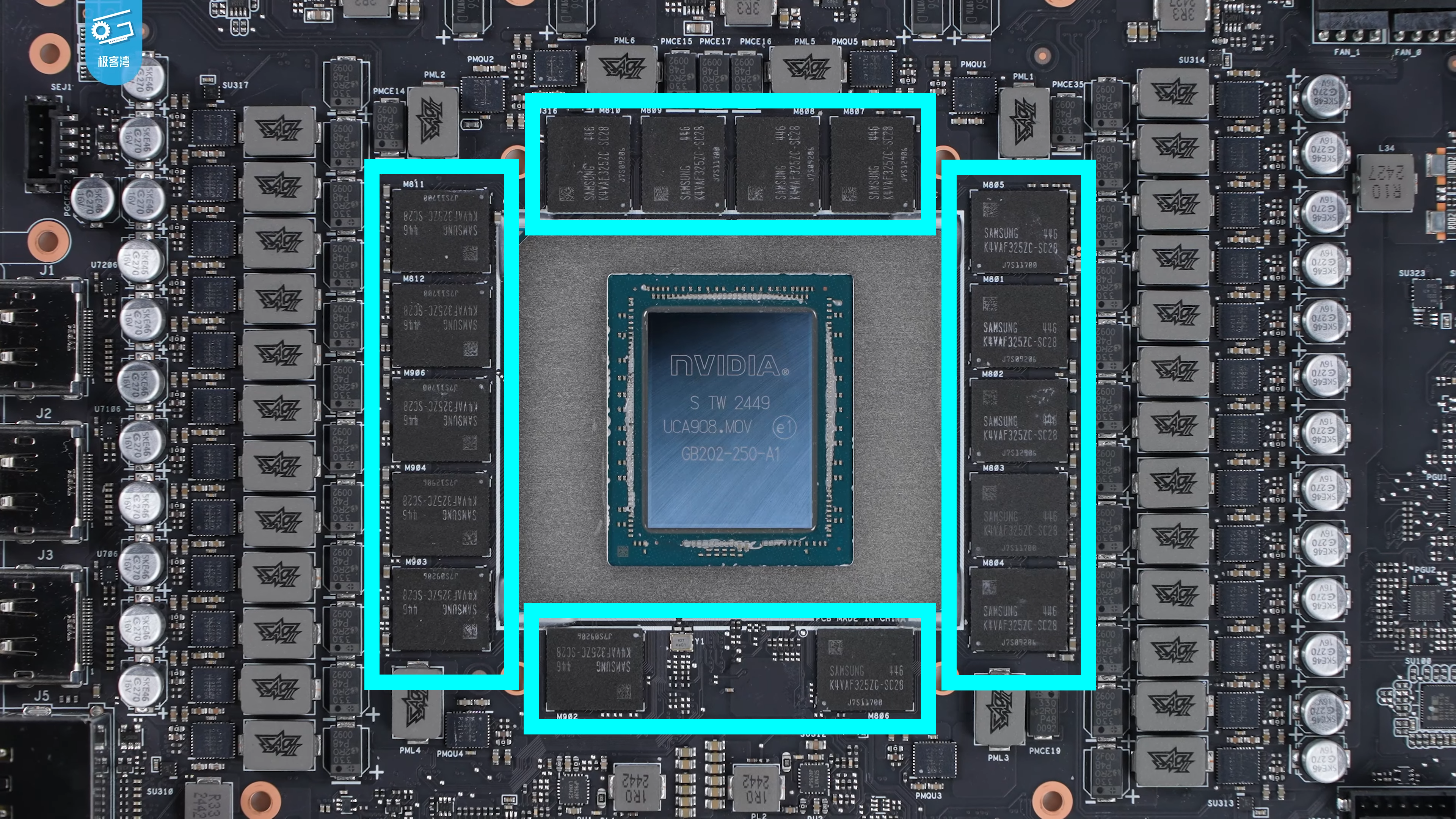
지포스 RTX 5090D의 엔비디아 PCB에 GDDR7 칩이 16개 들어가 있다.

GDDR7 SDRAM(Graphics Double Data Rate 7 Synchronous Dynamic Random-Access Memory, 그래픽 더블 데이터 레이트 7 동기식 동적 랜덤 액세스 메모리)는 JEDEC 반도체 메모리 표준에 명시된 동기식 그래픽 랜덤 액세스 메모리(SGRAM)의 한 유형으로, 고대역폭과 "더블 데이터 레이트" 인터페이스를 갖추고 있으며 그래픽 카드, 게임 콘솔 및 고성능 컴퓨팅에 사용하도록 설계되었다. GDDR SDRAM(그래픽 DDR SDRAM)의 한 유형이며 GDDR6의 후속 제품이다.

## 역사
- 삼성전자는 2022년 삼성 테크 데이에서 GDDR6X의 후속 제품인 GDDR7을 발표했으며, 최대 36GT/s의 속도를 제공할 수 있다고 밝혔다.[1] 두 달 후, 삼성은 최고 전송 속도를 달성하기 위해 PAM-3 시그널링을 사용할 것이라고 발표했다.[2]
- 2023년 3월 8일, 케이던스는 GDDR7 SDRAM 예비 생산을 위한 검증 솔루션 툴을 발표했다.[3]
- 2023년 6월 30일, 마이크론은 1β 노드(12~10nm 공정 노드에 해당)를 사용하여 생산될 예정이며, 2024년 상반기 출시 예정이라고 발표했다.[4]
- 2023년 7월 18일, 삼성은 1세대 GDDR7을 발표했다. 이 제품은 핀당 최대 32Gbps(GDDR6의 핀당 16Gbps 대비 100% 향상된 대역폭), GDDR6(1.1TB/s) 대비 40% 향상된 대역폭(1.5TB/s), 그리고 20% 향상된 에너지 효율을 제공한다. 패키징 소재로는 에폭시 몰딩 컴파운드(EMC)를 사용하고 IC 아키텍처 최적화를 통해 열 저항을 70%까지 낮출 예정이다.[5] 이후 진행된 질의응답 세션에서 삼성은 D1z 노드(15~14nm 공정 노드에 해당[6])를 사용하여 생산되고 1.2V에서 작동할 것이라고 밝혔다. 1.2V 버전 출시 후, 클럭 속도가 감소된 1.1V 버전도 향후 출시될 예정이다.[7]
- 2024년 3월 5일, JEDEC은 GDDR7 그래픽 메모리 공식 표준 및 사양을 발표했다.[8]

## 기술
GDDR7 SDRAM은 GDDR6의 NRZ 및 GDDR6x의 PAM-4 대신 3레벨(-1, 0, +1) 펄스 진폭 변조(PAM-3)를 사용한다. PAM-3은 2사이클 내에 3비트의 데이터를 전송할 수 있는 반면, NRZ는 1사이클 내에 1비트의 데이터를 전송한다. PAM-3은 더 높은 대역폭에서 작동하면서도 NRZ보다 에너지 효율이 20% 더 높다. 제조 장비 비용도 PAM-4보다 저렴하다.
GDDR7은 칩 신뢰성 향상을 위해 온다이 오류 정정 부호, 오류 검사 및 스크러빙 기능을 추가했으며, 이는 주로 컴퓨팅/AI 사용 사례에 유용하다.
초기 데이터 전송 속도는 핀당 32Gbps이지만, 메모리 제조업체들은 최대 핀당 36Gbps의 속도도 쉽게 달성할 수 있다고 밝혔다. 이 표준은 향후 최대 핀당 48Gbps의 대역폭과 최대 64Gbps의 칩 용량을 제공할 예정이며, 이는 GDDR6X의 16Gbps보다 높은 수치이다.

## 같이 보기
- 장치 대역폭 목록